# 诺 (卢瓦尔省)
诺是法国卢瓦尔省的一个市镇，位于该省北部偏东，属于罗阿讷区。该市镇总面积17.36平方公里，2009年时的人口为511人。

## 人口
诺人口变化图示